# El 1%
El 1% es un concurso emitido por el canal español de televisión Antena 3. El formato, que es la versión española del concurso homónimo estrenado en BBC Studios en 2017, es presentado por Arturo Valls.

## Formato
Este nuevo formato de Antena 3 contará con 100 concursantes. Todos ellos se irán enfrentando a distintas preguntas, cuya dificultad irá creciendo a medida que avance el programa, hasta que tengan que contestar a una cuestión que solo el 1% de la población es capaz de acertar.
Cada uno de los concursantes, además, empieza con 1.000 euros. Los concursantes que lleguen a la pregunta del 50% tendrán un comodín, que sólo se podrá usar hasta la pregunta del 5%, con el que podrán evitar una pregunta, pero perderán los 1000€. Los que consigan llegar a la pregunta del 30%, pueden plantarse y se irán con sus 1000€. Él o los concursantes que lleguen a la pregunta del 1%, deberán decidir si plantarse e irse con 10.000€ (a repartir entre los concursantes que lleguen a esa pregunta) o jugar. Si juegan y aciertan la pregunta del 1% pueden ganar hasta 100.000€. Si ningún concursante acierta la pregunta del 5%, los concursantes pueden plantarse con 5.000€ o jugar por la pregunta del 1% por la mitad del bote. Asimismo, con la promo con la que Antena 3 ha confirmado la fecha de estreno de 'El 1%', la cadena también ha adelantado la presencia de algunos famosos.
El bote máximo que se puede ganar es de 100.000€.

## Equipo

### Presentador
| Presentador  | Información                    |      |      |
| Presentador  | Información                    | 2024 | 2025 |
| ------------ | ------------------------------ | ---- | ---- |
| Arturo Valls | Presentador, humorista y actor |      |      |

## Temporadas y audiencias
| Temporada | Temporada | Emisiones | Estreno             | Final               | Audiencia media | Audiencia media | Audiencia media |
| Temporada | Temporada | Emisiones | Estreno             | Final               | Espectadores    | Share           |                 |
| --------- | --------- | --------- | ------------------- | ------------------- | --------------- | --------------- | --------------- |
|           | 1         | 8         | 17 de abril de 2024 | 12 de junio de 2024 | 1 294 000       | 14,3%           |                 |
|           | 2         |           | 2025                | 2025                |                 |                 |                 |

### Temporada 1 (2024)
| Nº de programa | Invitados                                                        | Fecha de emisión | Audiencia         | Ganadores                                      | Premio                                                   |
| -------------- | ---------------------------------------------------------------- | ---------------- | ----------------- | ---------------------------------------------- | -------------------------------------------------------- |
| 1              | Miguel Lago, Nicolás Coronado y Soraya                           | 17/04/2024       | 1 555 000 (15,5%) | Guille (Pepinillo)                             | 97.000€                                                  |
| 2              | Adriana Torrebejano, Miki Nadal y Salva Reina                    | 24/04/2024       | 1 267 000 (13,0%) | Vicente, Pilar, Mario, Borja y Pablo           | 95.000€ (19.000€ cada uno)                               |
| 3              | Antonio Garrido, Raquel Sánchez Silva y La Terremoto de Alcorcón | 01/05/2024       | 1 327 000 (14,0%) | (Ningún concursante acertó la pregunta del 1%) | 94.000€ (Nadie ganó)                                     |
| 4              | Paco Tous, Eva Hache y Joaquín Reyes                             | 08/05/2024       | 1 338 000 (14,2%) | Sergio, Alberto, Jesús, Omar, Jorge y Andrea   | 93.000€ (15.500€ cada uno)                               |
| 5              | Marta Hazas, Javier Veiga y Eva González                         | 22/05/2024       | 1 259 000 (14,3%) | Carmen                                         | 95.000€ (10.000€ porque se plantó en la pregunta del 1%) |
| 6              | Secun de la Rosa, Lolita Flores y Guillermo Furiase              | 29/05/2024       | 1 135 000 (14,0%) | (Ningún concursante acertó la pregunta del 1%) | 93.000€ (Nadie ganó)                                     |
| 7              | Silvia Abascal, Edu Soto y Supremme de Luxe                      | 05/06/2024       | 1 237 000 (14,8%) | Marina                                         | 96.000€                                                  |
| 8              | José Corbacho, Ana Peleteiro y Alberto Chicote                   | 12/06/2024       | 1 237 000 (14,4%) | (Ningún concursante acertó la pregunta del 1%) | 99.000€ (Nadie ganó)                                     |

     Programa líder en su franja horaria (prime-time)